# Йото Милкоев
Йото (Иван) Гергов (Георгиев) Милкоев (Милков) е български опълченец.

## Биография
Йото Гергов Милкоев е роден между 1850 и 1854 година в село Гложене, Тетевенско, в бедното семейство на Рада и Герго Милкоеви. Грамотен. Забягва поради турската власт в Румъния. Установява се в Букурещ, където изкарва прехраната си като хлебар.
Постъпва като доброволец в Българското опълчение на 3 (или 24) май 1877 г., зачислен е в IV дружина. Участва в отбраната на прохода Шипка и е ранен в битката на 9 август. Във връзка с раняването е изпратен в X дружина на продоволствие в село Стара река, Котленско, на 10 февруари 1878 г. е приведен отново в своята дружина. Уволнен е на 13 юни 1878 г. като опълченец от I рота.
Награден е с медали, сред които възпоменателния светлобронзов медал за воювалите при Стара Загора, Шипка и Шейново (август 1880).
След Освобождението се преселва в село Турски извор (днес Български извор), където му е дадена малко земя. Препитава се със земеделие, после става дребен бакалин, живее в оскъдица. Женен е за Рада Манюва Вълева (1860 – 1946) от село Турски извор, имат трима сина и две дъщери.
Умира на 22 февруари 1927 година в Турски извор.